# Regentnummer
Regentnummer är ett ordningsnummer som används för att skilja monarker med samma namn och nationalitet från varandra. Man skriver regentnummer med romerska siffror. Sveriges nuvarande kung räknas som den sextonde svenske kungen med namnet Karl, så han heter således Carl XVI Gustaf, vilket utläses som "Carl den sextonde Gustaf".
Regentnummer började användas på medeltiden i vissa europeiska länder. För äldre och utomeuropeiska riken är regentnumren retroaktivt tillagda av historiker, för att man lättare skall kunna skilja olika historiska monarker med samma namn från varandra. Regerande drottningar har ibland inte fått regentnummer, eftersom det ändå har varit så ovanligt med kvinnor på tronen.

## Egypten
För det forntida Egyptens härskare användes inte regentnummer, eftersom de är en medeltida uppfinning. Däremot brukar de i nutid ofta användas för egyptiska faraoner när det fanns flera under rikets historia med samma namn. Så är bland annat fallet med Kleopatra VII, känd för sitt förhållande med Julius Caesar.
Det moderna Egyptens khediver, sultaner och kungar brukar inte alltid omnämnas med regentnummer utom i de fall då det finns mer än en med samma namn. Den hittills siste egyptiske kungen, Fuad II, avsattes 1953.

## Frankrike
Den franska regentlängden är förhållandevis okomplicerad fram till franska revolutionen 1789. Den tar med Frankerrikets kungar i numreringen även om Klodvig (I, II och III) räknas som ett eget namn och inte som en äldre variant av Ludvig. Henrik VI av England är däremot inte medtagen, varken i numreringen eller i regentlängden, trots att han helt lagligt kröntes till Frankrikes kung 1431 och kontrollerade stora delar av riket. Men när Ludvig XVI avrättades 1793 utropade franska rojalister hans son som kung med namnet Ludvig XVII trots att monarkin hade avskaffats. Sonen blev aldrig en regerande kung och dog två år senare endast tio år gammal. Fast när det bourbonska kungadömet återupprättades 1815 valde hans farbror att ta namnet Ludvig XVIII som ett erkännande av brorsonens legitimitet. På samma sätt antog Frankrikes andre kejsare Napoleon III sitt regentnummer 1852 som ett erkännande av kusinen (och Napoleon I:s son) Napoleon II:s legitimitet.

## Storbritannien
När England och Skottland förenades till Storbritannien 1707 valde de brittiska kungarna att fortsätta med den numrering som hade gällt för de engelska kungarna. Detta blev aktuellt när Vilhelm IV blev kung 1830 (Skottland hade bara haft två kungar med det namnet tidigare). Mönstret fortsatte med Edvard VII 1901 (endast en skotsk Edvard tidigare) och Elizabeth II 1952. Vid Elizabeth II:s kröning bestämde Storbritanniens regering att framtida regenter skulle få det lägsta nummer som inte tidigare använts i något av länderna. Detta stämmer även för alla tidigare brittiska regenter. 
Men inte ens numreringen av de engelska kungarna är exakt. Den utgår nämligen från den normandiska erövringen 1066, vilket innebär att de kungar av England som regerade under den anglosaxiska tiden inte räknas. England har därmed styrts av tio kungar med namnet Edvard (och Skottland av tre) men den senaste kungen med detta namn kallade sig för Edvard VIII (1936).

## Sverige
Redan Erik läspe och halte (1222–1250) använde sig av regentnummer. Han kallade sig för Erik III eftersom han var den tredje i sin ätt (erikska ätten) med detta namn. Men även om till exempel Sigtunaannalerna numrerade de erikska kungarna på detta sätt slog det inte igenom i svensk historieskrivning. Det var först från och med Erik XIV (1560–1568) som regentnummer började användas på allvar. Erik XIV var inspirerad av Johannes Magnus verk om Sveriges historia som innehöll en lång rad påhittade kungar med namnen Erik och Karl. Erik XIV accepterade detta som historisk sanning och antog det höga talet XIV som sitt regentnummer för att visa vilken lång och ärorik historia Sverige hade. Historiker har sedan i efterhand numrerat de kungar som regerat före honom med utgångspunkt från Erik XIV och hans bror Karl IX. Detta innebar att den första historisk kända kungen med namnet Karl fick numret VII och att Erik Segersäll blev Erik VIII.
Numera används vanligen inte regentnummer för medeltida kungar i historisk litteratur. De enda undantagen är unionskungarna Kristian I och Kristian II. Några svenska kungar under nya tiden brukar inte heller få regentnummer: Sigismund och Adolf Fredrik och inte heller drottningarna Kristina och Ulrika Eleonora.

## Vatikanstaten
Katolska kyrkans påve antar ett nytt namn vid tillträde, ett namn som består av ett förnamn som förknippas med kyrkan på något sätt och som normalt åtföljs av ett nummer. Johannes Paulus I (påve 1978) bar nummer I redan under sin levnad, medan Franciskus (påve sedan 2013) däremot har valt att inte använda I "för att det ännu inte finns någon II".